# Bernard Fowler

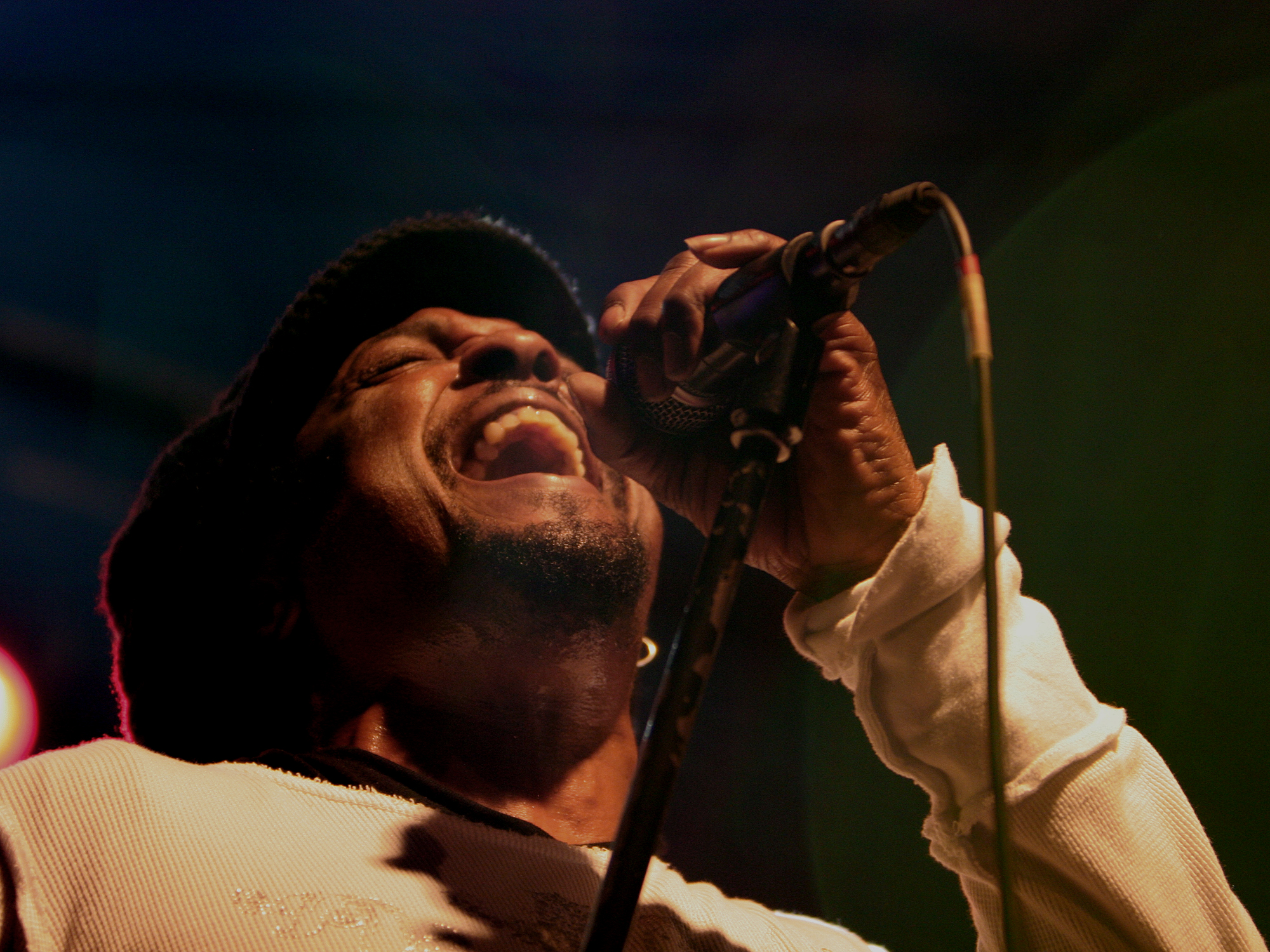
Bernard Fowler (2007)

Royland Bernard Fowler (* 2. Januar 1960 in New York City) ist ein amerikanischer Musiker (Gesang, Posaune, Keyboards, Songwriting), der sich zwischen Fusion, Funk und Rockmusik bewegt.

## Leben und Wirken
Fowler, der in New York aufgewachsen ist, war zunächst am Queensbridge Project beteiligt. Er nahm erstmals 1974 mit der Band Total Eclipse eine Platte auf. 1982 war er bei zwei Dance-Club-Hits zu hören, Don't Make Me Wait mit den Peech Boys und I'm the One von der Band Material um Bill Laswell. Ein Jahr später beteiligte ihn Laswell an Herbie Hancocks erfolgreichem Album Future Shock, und 1985 war er auf der CD von Public Image Ltd., dem Sly-&-Robbie-Album Language Barrier und Mick Jaggers Soloalbum She's the Boss zu hören. 1986 war er der Sänger eines Songs von Philip Glass zu einem Text Paul Simon, der auf dem Glass-Album Songs from Liquid Days erschien. Im Folgejahr sang er als Backgroundsänger auf James Blood Ulmers Album America: Do You Remember the Love? 1988 arbeitete er mit Bootsy Collins an dessen Album What's Bootsy Doin'? Mit seinen Geschwistern spielte er als Posaunist bei Living Colour.
Ab 1989 war Fowler regelmäßig als Backgroundsänger auf Tourneen und an Alben der Rolling Stones beteiligt; er spielte in den folgenden Jahrzehnten mehr als 800 Konzerte mit der Band. Fowler war weiterhin als Sänger auf drei Soloalben von Charlie Watts zu hören. Auch andere Mitglieder der Rolling Stones haben sein Gesangstalent für ihre Soloprojekte genutzt, Keith Richards auf Main Offender sowie Crosseyed Heart und Ron Wood auf Slide on This.
Ab 1989 arbeitete Fowler zudem als Frontmann in der mit Adrian Sherwood verbundenen Band Tackhead, mit der in den Folgejahren mehrere Alben entstanden. Dann bildete Stevie Salas mit ihm das Projekt Nicklebag, das ab 1995 zwei Alben und eine Single veröffentlichte. Weiterhin kam es zu Gastauftritten auf Alben von Jonas Hellborg, Herb Alpert, Little Axe, Todd Terry, The Uptown Horns, Alice Cooper (Along Came a Spider) und dem Solodebüt von INXS-Sänger Michael Hutchence. Kurzzeitig gehörte er auch zu The Dead Daisies.
2006 nahm Fowler sein eigenes Soloalbum Friends with Privileges auf, das von Sony Japan veröffentlicht wurde. In größeren Abständen folgten weitere Alben unter eigenem Namen.

## Diskographie (Auswahl)
- 2006: Friends with Privileges (Sony Japan)[4]
- 2010: Stevie Salas / Bernard Fowler: The Best of the IMFs 2010 (Bellaphon)[5]
- 2015: The Bura (MRI)[6]
- 2019: Inside Out (Rhyme & Reason Records)[7]